# Жигалов, Константин Васильевич
Константин Васильевич Жигалов (род. 16 мая 1959, Семипалатинск) — казахстанский государственный деятель, дипломат. Чрезвычайный и полномочный посол Республики Казахстан. Кандидат исторических наук (1984).

## Биография
Окончил Казахский государственный университет имени С.М.Кирова, аспирантуру Казахского педагогического института имени Абая.
Владеет английским, испанским и польским языками.
В 1991—1993 годах до перехода на дипломатическую службу работал помощником Президента Республики Казахстан.
В 1993—1994 годах — заместитель министра иностранных дел Республики Казахстан.
С 1994 по 1995 год — заведующий международным отделом Администрации Президента Республики Казахстан.
В 1995-1996 годах — помощник Президента Республики Казахстан.
С 1996 по 2000 год — советник-посланник Посольства Республики Казахстан в Соединённом Королевстве Великобритании и Северной Ирландии.
С 2000 по 2003 год — Чрезвычайный и полномочный посол Республики Казахстан в Республике Польша.
С 2003 по 2009 год — Чрезвычайный и полномочный посол Республики Казахстан в Королевстве Бельгия, глава Представительства Республики Казахстан при Европейском союзе, глава Представительства Республики Казахстан в Организации Северо-Атлантического Договора (НАТО), Чрезвычайный и полномочный посол Республики Казахстан в Великом Герцогстве Люксембург, Королевстве Нидерланды по совместительству (Нидерланды — до октября 2007 года).
28 января 2009 по 25 января 2012 года — заместитель Министра иностранных дел Республики Казахстан, Национальный координатор по вопросам взаимодействия с Европейским Союзом.
С 25 января 2012 по 27 апреля 2018 года — Чрезвычайный и полномочный посол Республики Казахстан в Канаде.
С ноября 2013 по май 2018 года — Чрезвычайный и полномочный посол Республики Казахстан в Республике Куба, Доминиканской Республике, Ямайке по совместительству.
С мая 2018 года - Чрезвычайный и полномочный посол Республики Казахстан в Королевстве Испания, Княжестве Андорра по совместительству, Постоянный представитель РК при Всемирной туристской организации (UNWTO)
Дипломатический ранг — Чрезвычайный и полномочный посол (2001).

## Награды
- Орден «Достык» II степени, 2006 г.
- Орден Парасат, 2015 г. [8]
- Орден "Барыс" III степени, 2024 г.
- Медаль "Ерен еңбегі үшін" («За трудовое отличие»), 2002 г.[9][10]
- Медаль «Халықаралық әскери достастықты дамытқаны үшін» («За укрепление боевого содружества» ), 2005 г.
- 11 юбилейных медалей
- Большой крест ордена Короны (Бельгия), 2009 г.
- Большой крест ордена Заслуги (Люксембург ), 2009 г.
- Командорский крест ордена Заслуги (Польша ), 2003 г.
- Большой серебряный крест ордена Христофора Колумба (Доминиканская Республика), 2018 г.
- Орден Изабеллы Католической (Испания), 2024 г.